# Neoseiulus hanselli
Neoseiulus hanselli är en spindeldjursart som först beskrevs av Chant och Yoshida-Shaul 1978.  Neoseiulus hanselli ingår i släktet Neoseiulus och familjen Phytoseiidae. Inga underarter finns listade i Catalogue of Life.